# Maarten Neyens
Maarten Neyens (Brasschaat, 1º marzo 1985) è un ex ciclista su strada belga.

## Palmarès

### Strada
- 2002 (Juniores, due vittorie)

Ledegem-Kemmel-Ledegem
Pamel-Roosdaal
- 2006 (Bodysol-Win for Life-Jong Vlaanderen, due vittorie)

5ª tappa Ronde van Vlaams-Brabant (Rotselaar > Rotselaar)
6ª tappa Tour de la Province de Namur (Chimay > Namur)
- 2007 (Davitamon-Win for Life-Jong Vlaanderen, una vittoria)

3ª tappa Triptyque des Monts et Châteaux (Belœil > Flobecq)

## Piazzamenti

### Classiche monumento
- Parigi-Roubaix

2008: ritirato
2009: fuori tempo massimo
2011: 55º
2012: ritirato
- Giro delle Fiandre

2010: ritirato
- Liegi-Bastogne-Liegi

2008: 130º